# 諾克薩佩特 (密西西比州)
諾克薩佩特（英語：Noxapater）是位於美國密西西比州溫斯頓縣的城鎮。

## 人口
根據2020年美國人口普查的數據，諾克薩佩特的面積為2.61平方千米，皆為陸地。當地共有人口390人，而人口密度為每平方千米149人。